# Gefosse et Anneville
Gefosse et Anneville fue una efímera comuna francesa que estaba situada en el departamento de Mancha, de la región de Normandía.

## Historia
Fue creada entre 1795 y 1800 con la unión de las comunas de Anneville-sur-Mer y Geffosses y suprimida en 1830 siendo sus comunas reconstituidas a partir de sus antiguos territorios.

## Demografía
| Gráfica de evolución demográfica de Gefosse et Anneville entre 1806 y 1821 |
|                                                                            |

Los datos demográficos contemplados en este gráfico se han cogido de la página francesa EHESS/Cassini.